# Główczyn (gromada)
Główczyn (do 31 XII 1958 Dzierżanowo) – dawna gromada, czyli najmniejsza jednostka podziału terytorialnego Polskiej Rzeczypospolitej Ludowej w latach 1954–1972.
Gromady, z gromadzkimi radami narodowymi (GRN) jako organami władzy najniższego stopnia na wsi, funkcjonowały od reformy reorganizującej administrację wiejską przeprowadzonej jesienią 1954 do momentu ich zniesienia z dniem 1 stycznia 1973, tym samym wypierając organizację gminną w latach 1954–1972.
Gromadę Główczyn siedzibą GRN w Główczynie utworzono 1 stycznia 1959 w powiecie płockim w woj. warszawskim w związku z przeniesieniem siedziby GRN gromady Dzierżanowo (podbudowanej równocześnie o wieś Lasocin i kolonię Lasocin) z Dzierżanowa do Główczyna i zmianą nazwy jednostki na gromada Główczyn; równocześnie do nowo utworzonej gromady Główczyn przyłączono obszar zniesionej gromady Kobylniki w tymże powiecie.
31 grudnia 1961 do gromady Główczyn włączono wieś Liwin ze zniesionej gromady Święcice Nowe w tymże powiecie.
Gromada przetrwała do końca 1972 roku, czyli do kolejnej reformy gminnej.